# Boudewijn van Humières
Boudewijn van Humières, ook genaamd Baudouin (Le Liégeois) d'Humières, (overleden maart 1466), was een 15e-eeuwse bestuurder in de Zuidelijke Nederlanden.

## Leven en werk
Humières was een zoon van Dreu of Drieu van Humières, heer van Humières, Bouzincourt, Vaux-lès-Boulencourt, Humereuil, enz., en Isabelle van Willerval, vrouwe van Willerval, Sains, Flers, enz. Hij trouwde met Jacqueline de Roisin, weduwe van Jean Rasoir, heer van Beuvrage en Audomez.
Hij was ridder (sinds 1429) en heer van Vitermont en Le Mesnil. Van 1444 tot 1466 was hij soeverein baljuw van Namen. Hij was in 1447 kamerheer van Karel de Stoute, hertog van Bourgondië. Humières werd in 1464 vanuit de adel afgevaardigd naar de eerste vergadering van de Staten-Generaal van de Nederlanden, die in Brugge werd gehouden. Hij overleed in 1466 en werd als baljuw opgevolgd door zijn zoon Hugo.